# رشمل
رشمل (بالكردية: Rişmil) (بالتركية: Yeşilli نقحرة: يشيللي) هي بلدة ومقر مديرية يشيللي التابعة لمحافظة ماردين في تركيا. بلغ عدد سكانها 10٫846 نسمة في عام 2021. ويسكنها العرب والكُرد من قبيلة أومركان.